# Taifunul Haiyan

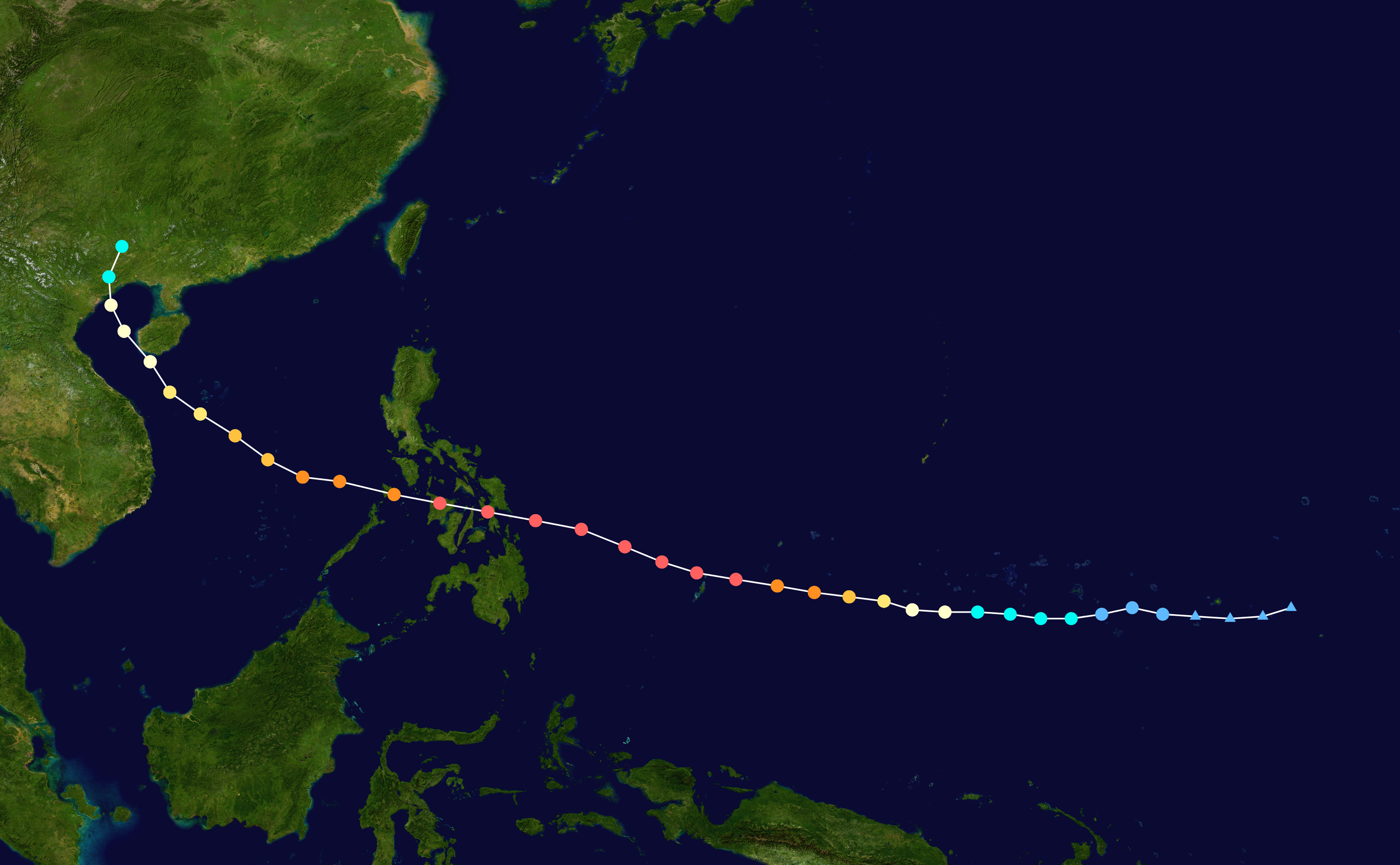
Traseul Taifunului Haiyan de-a lungul zonei central-vestice a Oceanulu Pacific

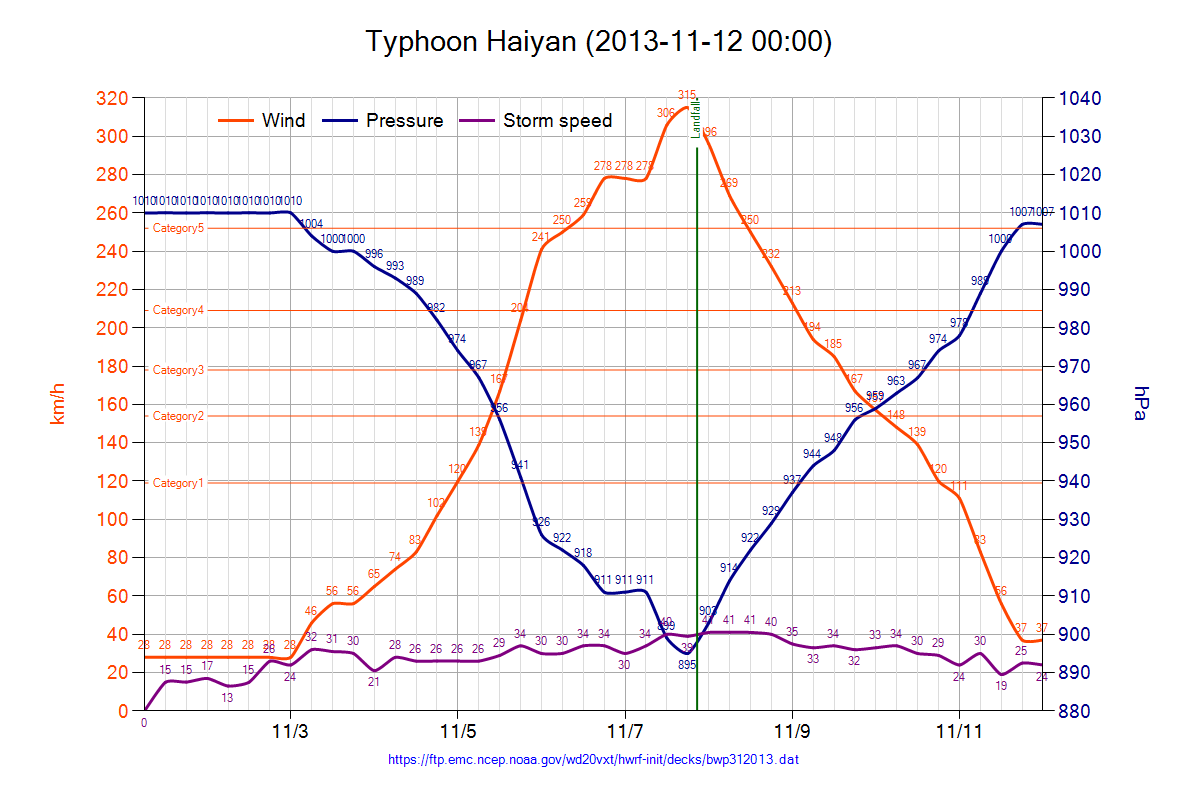

Taifunul Haiyan (cunoscut în Filipine ca Taifunul Yolanda) a fost un ciclon tropical care s-a desfășurat în zona centrală a Oceanului Pacific, unul din cele mai intense cicloane tropicale înregistrate în perioada istorică de când se studiază datele cicloanelor.

## Date generale
Datele Agenției Meteorologice Japoneze arată că viteza vântului (pe o perioadă susținută de cel puțin zece minute) a ajuns pe alocuri la 235 km/h, fiind astfel vorba de al doilea ciclon tropical ca intensitate din Oceanul Pacific de nord-vest, împreună cu Bess în 1982 și Megi în 2010, după Taifunul Tip din 1979. Datele prezentate de Joint Typhoon Warning Center din SUA arată că Haiyan a fost cel mai intens ciclon tropical pe plan global în perioada istorică de când se înregistrează datele cicloanelor, cu un maxim (timp de un minut) de 315 km/h (195 mph). Haiyan de asemenea a lovit țărmul la momentul de putere maximă, facându-l astfel probabil cel mai puternic ciclon tropical care a ajuns pe uscat. Presiunea atmosferică estimată de către Agenția Meteorologică Japoneză a fost de 895 hPa (26.43 inHg), cea mai scăzută după Taifunul Megi din 2010.